# NGC 3175
NGC 3175 (другие обозначения — ESO 436-3, IRAS10124-2837, MCG −5-24-28, VV 796, UGCA 207, AM 1012—283, PGC 29892) — спиральная галактика в созвездии Насоса. Открыта Джоном Гершелем в 1835 году.
Этот объект входит в число перечисленных в оригинальной редакции «Нового общего каталога».

## Характеристики
Галактика обладает пекулярными характеристиками. Её морфологический тип определён плохо: например, в разных источниках встречались оценки SAB(s)a и Sc. В галактике относительно мало нейтрального атомарного водорода: его масса оценивается как 7,8⋅108 M⊙ или даже ниже, а типичное значение для спиральных галактик с такой светимостью, как у NGC 3175 — порядка 109—1010 M⊙. Также на расстояниях более 3,5 килопарсек от центра галактики нейтрального водорода не наблюдается вообще. Звездообразование также идёт только в центральных частях, но не на периферии. Наконец, галактика имеет необычно красный показатель цвета B−V, равный +0,9m. Эти параметры галактики согласуются друг с другом, однако причина, по которой в галактике так мало газа, неизвестна.
Галактика NGC 3175 входит в состав группы галактик NGC 3175. Группа имеет значительное сходство с Местной группой: крупные спиральные галактики в ней, аналогичные Млечному Пути и галактике Андромеды ― это NGC 3175 и NGC 3137. Как и в Местной группе, эти крупные галактики окружены множеством мелких спутников. Эта группа изучалась в контексте проблемы дефицита карликовых галактик.